# Night Flight cafe
『Night Flight café』（ナイトフライトカフェ）は、ミュージックバードで2008年9月まで放送されていた番組。放送時間は、毎週金曜日の24:00～25:00（JST）。また、一部のコミュニティ放送局でもネットされていた。

## 概要
図師英嗣をパーソナリティとして、落ち着いた音楽やトークを繰り広げる。

## タイムテーブル（2007年7月）
- 24:00-24:02 オープニング
- 24:02-24:12 音楽紹介・音楽
- 24:12-24:15 トーク
- 24:15-24:25 音楽紹介・音楽
- 24:25-24:40 音楽紹介・音楽
- 24:40-24:42 トーク
- 24:42-24:57 音楽紹介・音楽
- 24:57-25:00 エンディング